# Lissodendoryx simplex
Lissodendoryx simplex är en svampdjursart som först beskrevs av Baer 1906.  Lissodendoryx simplex ingår i släktet Lissodendoryx och familjen Coelosphaeridae. Inga underarter finns listade i Catalogue of Life.